# György Cseszneky

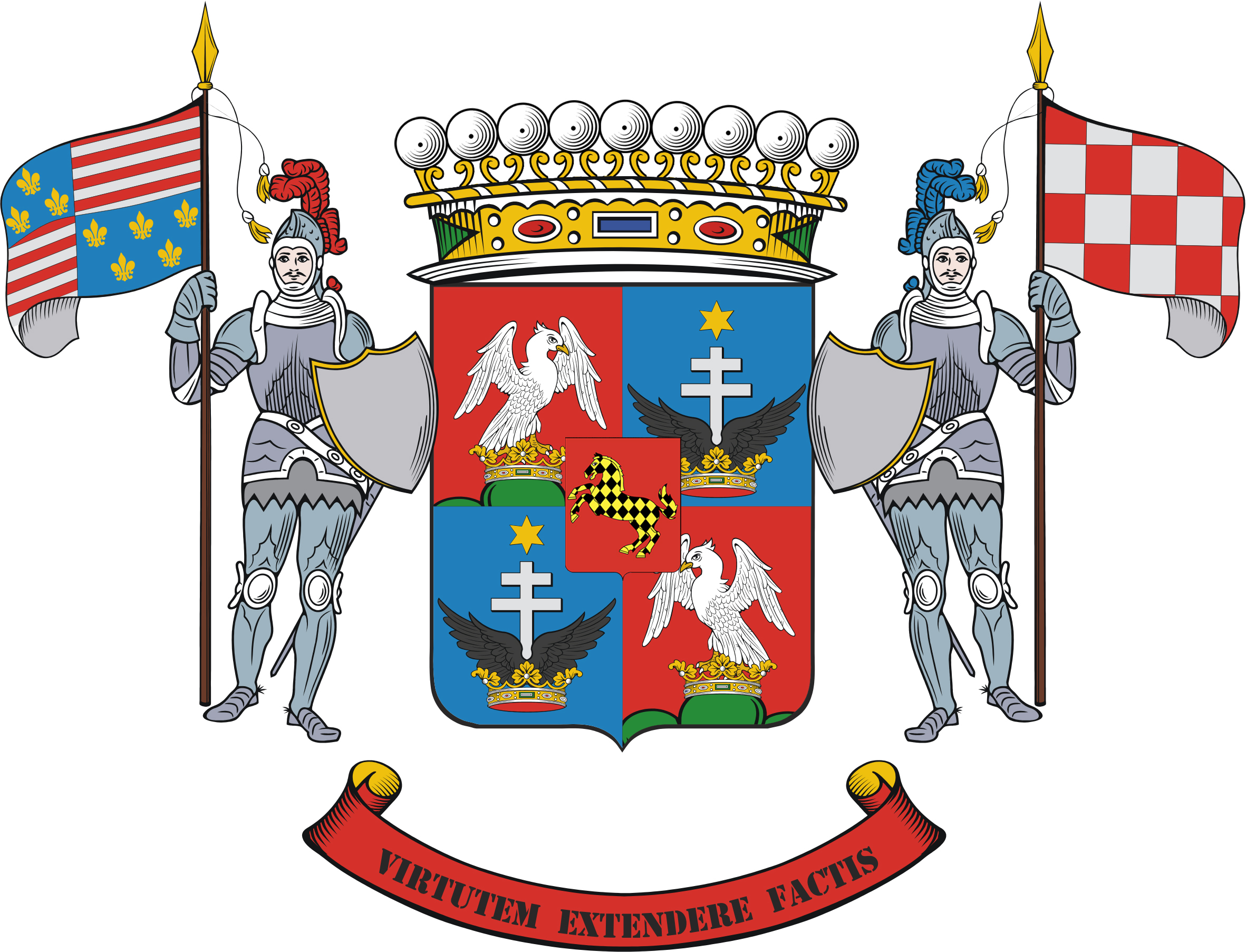
Das Wappen der Grafen Cseszneky de Milvány

Graf György Cseszneky war ein ungarischer Adliger aus dem 16. Jahrhundert und Mitglied der Familie Cseszneky. 
Als Ludwig II. (Böhmen und Ungarn) in der Schlacht bei Mohács (1526) gegen die Osmanen fiel, war György Cseszneky Schlossvogt der Schlösser Tata (Ungarn) und Komárom, heute Komárno, Slowakei. Im Wettstreit um den ungarischen Thron zwischen Johann Zápolya und Erzherzog Ferdinand I. (HRR) von Habsburg, unterstützte er Ferdinands Anliegen. Als Gáspár Ráskai, Zápolyas Befehlshaber, das Schloss von Tata belagerte, musste Cseszneky das Schloss schließlich aufgeben. Er ging nach Pozsony, dem heutigen Bratislava, um Maria von Kastilien, Ferdinands Schwester und Witwe von Ludwig II., um Hilfe zu bitten. 1528 belagerten er und Thomas III. Nádasdy das Schloss von Győr an Ferdinands Stelle. Königin Maria ernannte ihn zum Richter am königlichen Hof von Győr. Als Kaiser Karl V. (HRR) 1532 Garcilaso de la Vega ins Exil auf eine Donauinsel verbannte, war Cseszneky für dessen Versorgung verantwortlich. Später wurde Cseszneky zum Anhänger des Protestantismus und Verfechter des lutherischen Glaubens. Ferdinand I. verlieh ihm den ungarischen Magnatentitel, sprach ihm das Gebrauchsrecht für rotes Siegelwachs zu und schenkte ihm verschiedene Anwesen, darunter die Dörfer Kisbabot, Enese, Rábacsécsény und Utal. 